# Jan Ostroróg (1436–1501)

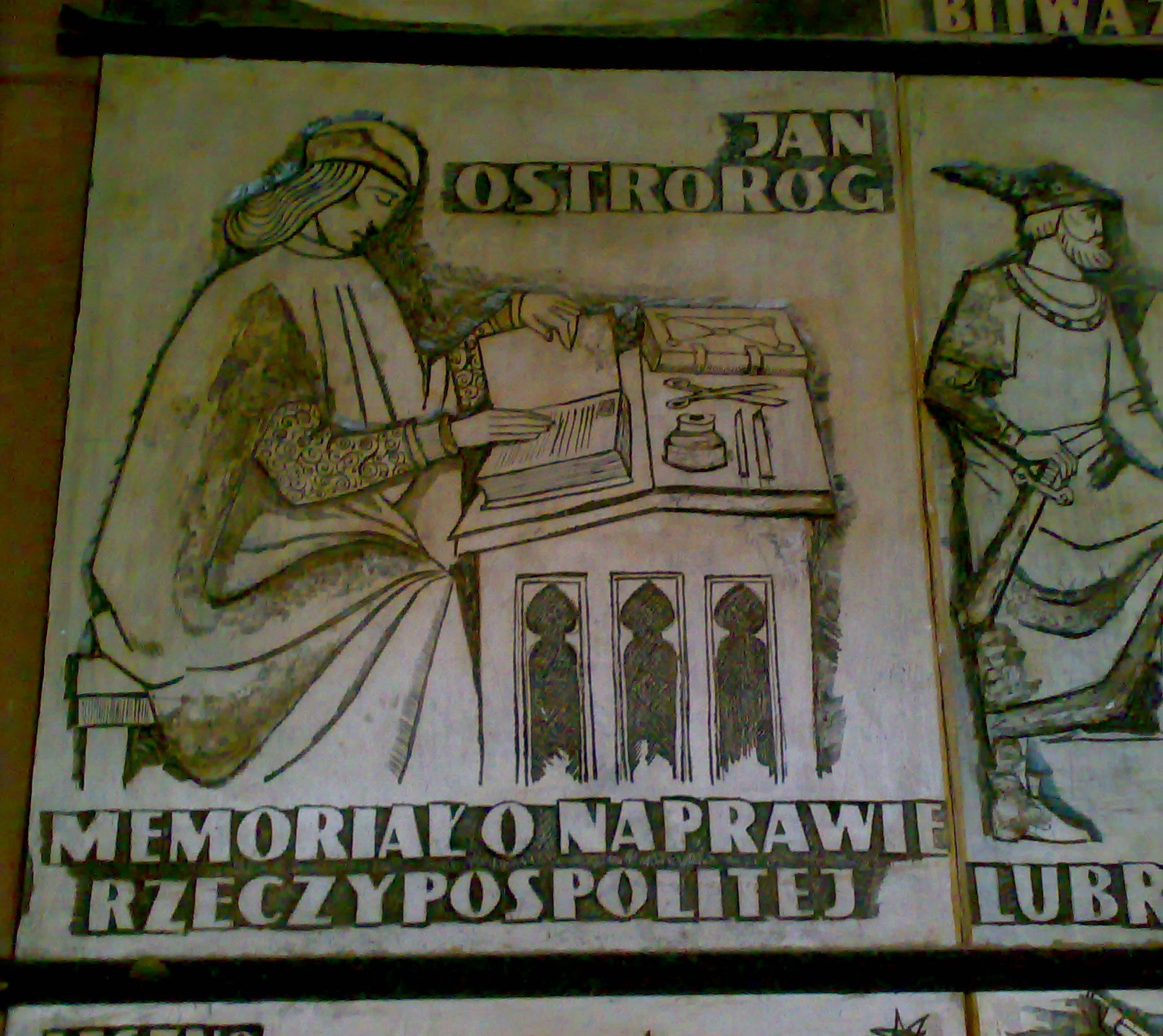
Jan Ostroróg podczas pisania Memoriału o naprawie Rzeczypospolitej – płaskorzeźba w Zamku Cesarskim w Poznaniu

Jan Ostroróg herbu Nałęcz (ur. 1436 w Ostrorogu, zm. 1501 w Grodzisku Wielkopolskim) – wojewoda poznański w 1501 roku, kasztelan poznański w latach 1474–1500, kasztelan międzyrzecki w latach 1465–1473, poborca podatków Wielkopolski w 1487 roku, rektor ultramontanów Uniwersytetu Bolońskiego w latach 1458–1459, doradca królów Kazimierza Jagiellończyka i Jana Olbrachta, twórca i publicysta polityczny, autor dzieła Memoriał o urządzeniu Rzeczypospolitej.

## Historia
Popierał umocnienie władzy królewskiej, centralizację władzy. Przedstawiał tezę, że król polski podlega tylko władzy Boga, nie ma ponad nim innych władców świeckich. Podkreślał podległość Kościoła władzy świeckiej, sprzeciwiał się płaceniu świętopietrza, żądał przy tym poprawy moralnej duchowieństwa. Krytykował też samo papiestwo, cyt. Rzym wybiera corocznie znaczne sumy pod pozorami wiary i pobożności, a właściwie przez utrzymanie ludu w przesądach, Papież udaje, iż obraca swe dobra na budowanie kościołów, lecz w istocie używa ich dla wzbogacenia swych krewnych, na dwór, na stajnie, że nie powiem, co gorsze....
Proponował zniesienie wszystkich danin (Annaty, Świętopietrze, Dziesięcina papieska) na rzecz papiestwa. Zyski z majątków kościelnych postulował przekazywać na potrzeby kraju, a nie na stół papieski. Wnosił, aby zobowiązać kler zakonny do utrzymywania kalek i ludzi ubogich. Był też przeciwny sądzeniu spraw kościelnych w Rzymie, a nie w Polsce.  
Był synem wojewody poznańskiego Stanisława i Beaty z Bystrzycy.  
Studiował na uniwersytetach w Wiedniu, Erfurcie i Bolonii, w 1459 roku otrzymał tytuł doktora obojga praw na Uniwersytecie Bolońskim. Do Polski wrócił w 1462 r. jako patriota, rzecznik suwerenności Polski oraz zdecydowany przeciwnik wpływów niemieckich. Był sygnatariuszem i gwarantem aktu pokoju toruńskiego (1466). W swoim programie umieszczonym w dziele Monumentum pro Reipublicae ordinatione (Memoriał w sprawie uporządkowania Rzeczypospolitej) pisanym około 1477 r. (pełne wydanie w 1831) żądał bardzo nowatorskich, jak na swoje czasy, przepisów: zakazu wygłaszania kazań w języku niemieckim oraz wprowadzenia tylko języka polskiego do urzędów. Prawo, zdaniem Ostroroga, powinno być równe dla wszystkich, od czego nie może być żadnych wyjątków. Atakował zwracanie się miast polskich o porady prawne do miast niemieckich, głównie Magdeburga i Lubeki, i posługiwanie się prawem niemieckim. Za prawo najwyższe uznawał ustawy stanowione przez senat rzymski. Swój program uzupełniał o zniesienie dziedziczności urzędów, rezygnację ze stosowania tortur oraz wprowadzenie obowiązku powszechnej służby wojskowej (ten ostatni postulat pojawił się ponownie dopiero podczas Rewolucji francuskiej). Wyprzedził Niccolò Macchiavellego, stawiając warunek pełnego skarbu jako podstawy państwowości, ale pełnego z dobrego gospodarstwa a nie ze zdzierstwa.
Ostroróg zrywał z ideą uniwersalistyczną, był przedstawicielem poglądów średniej szlachty, pomimo postulatu wzmocnienia władzy monarszej.
Był świadkiem wydania przywileju piotrkowskiego w 1496 roku. 6 maja 1499 roku podpisał w Krakowie akt odnawiający unię polsko-litewską.
Jego synami z małżeństwa z księżniczką raciborską Heleną (córką Wacława II Raciborskiego) byli Wacław i Stanisław.